# Nyagafunzo (vattendrag i Burundi, Muyinga)
Nyagafunzo är ett vattendrag i Burundi.   Det ligger i provinsen Muyinga, i den norra delen av landet, 150 km nordost om huvudstaden Bujumbura.
Omgivningarna runt Nyagafunzo är en mosaik av jordbruksmark och naturlig växtlighet. Runt Nyagafunzo är det ganska tätbefolkat, med 207 invånare per kvadratkilometer.